# Tridentella namibia
Tridentella namibia är en kräftdjursart som beskrevs av Brandt och Gary C.B. Poore 200. Tridentella namibia ingår i släktet Tridentella och familjen Tridentellidae. Inga underarter finns listade i Catalogue of Life.